# Yüksekova (district)
Yüksekova (Aramees: ܔܘܪ, Gawar) is een Turks district in de provincie Hakkâri en telt 105.157 inwoners (2007). Het district heeft een oppervlakte van 2371,9 km². Hoofdplaats is Yüksekova.
De bevolkingsontwikkeling van het district is weergegeven in onderstaande tabel.
| 1997   | 2000    | 2007    |
| ------ | ------- | ------- |
| 89.073 | 102.039 | 105.157 |